# Elias Lehmann
Elias Lehmann (* 28. September 1633 in Bautzen; † 2. April 1691 in Dresden) war ein deutscher Mediziner, der als Stadt- und Kreisarzt in Bautzen sowie als Leibarzt der sächsischen Kurfürsten Johann Georg II. und Johann Georg III. tätig war. Er war zudem Mitglied der Gelehrtenakademie „Leopoldina“.

## Leben
Sein Vater, Elias Lehmann, war Bürgermeister von Bautzen und starb, als Elias noch jung war. Nach dem Tod seiner Eltern begann Elias Lehmann 1652 mit einem Stipendium des Bautzener Rates sein Medizinstudium in Leipzig. Er immatrikulierte sich 1648 und graduierte 1654 zum Bakkalar. Nach ersten praktischen Erfahrungen in Bautzen reiste Lehmann 1663 nach Italien, wo er 1665 in Padua promovierte. Zurück in Bautzen, wurde er 1667 aufgrund seines medizinischen Erfolgs zum Stadtarzt und kurz darauf zum Kreisarzt ernannt.
1677 wurde ihm in Bautzen eine Ausgabe von vier alchemistischen Schriften Roger Bacons gewidmet.
Im Jahr 1677 berief ihn Kurfürst Johann Georg II. als Leibarzt, eine Position, die er auch unter dessen Nachfolger Johann Georg III. innehatte. 1687, als die Kurfürstinwitwe Magdalena Sibylla im Sterben lag, wurde Lehmann zur medizinischen Betreuung hinzugezogen.
Bei der Promotion seines Sohnes Joachim Gottlob im Jahr 1689 wurde er als Erbsasse auf Kayna, Zieschitz und Baschitz bezeichnet. Am 10. März 1690 wurde Elias Lehmann mit dem Beinamen ANTENOS I. als Mitglied (Matrikel-Nr. 170) in die Leopoldina aufgenommen.
1691 kümmerte sich sein Kollege Heinrich Erndtel vergeblich um ihn. Lehmann verstarb am 2. April und wurde in der Dresdner Sophien-Kirche beigesetzt.

## Familie
Er war verheiratet mit Anne Magdalena Westphal, der Tochter des Joachim Westphal, Herr auf Nieder-Keyna und Bürgermeister von Bautzen. Nach Lehmanns Tod heiratete Anne den Leibarzt Siegmund Gabriel Otto.
Aus der Ehe mit Anna Magdalena gingen zwei Söhne hervor, Joachim Gottlob und Johann Christian Lehmann. Er disputierte am 8. Februar 1689 in Leipzig zu einem medizinischen Thema unter dem Präses, dem Anatomie- und Botanikprofessor Johannes Bohn, und widmete seine Schrift seinem Vater.